# George Connor (giocatore di football americano)
George Leo Connor (Chicago, 21 gennaio 1925 – 31 marzo 2003) è stato un giocatore di football americano statunitense, inserito nella Pro Football Hall of Fame nel 1975.

## Carriera
George Connor iniziò a giocare a football ad alto livello prima al College of the Holy Cross e poi alla University of Notre Dame, dove vinse anche un Outland Trophy, premio al miglior uomo di linea interno del football universitario, nel 1946.
Prima scelta dei New York Giants al primo giro del Draft NFL 1946, Connor iniziò a giocare a livello professionistico soltanto nel 1948, ma nei Chicago Bears, squadra con la quale avrebbe disputato tutte le otto stagioni della sua carriera.

## Palmarès
- Convocazioni al Pro Bowl: 4

1950, 1951, 1952, 1953
- Formazione ideale della NFL degli anni 1940
- Pro Football Hall of Fame
- College Football Hall of Fame

## Statistiche
- Intercetti effettuati: 7
- Yards guadagnate su ritorno di intercetto: 66
- Fumble recuperati: 10
- Yards guadagnate su recupero di fumble: 73
- Touchdown realizzati su recupero di fumble: 1
- Passaggi ricevuti: 5
- Yards guadagnate su passaggio: 89
- Touchdown realizzati su passaggio: 1